# Karl zu Löwenstein-Wertheim-Rosenberg

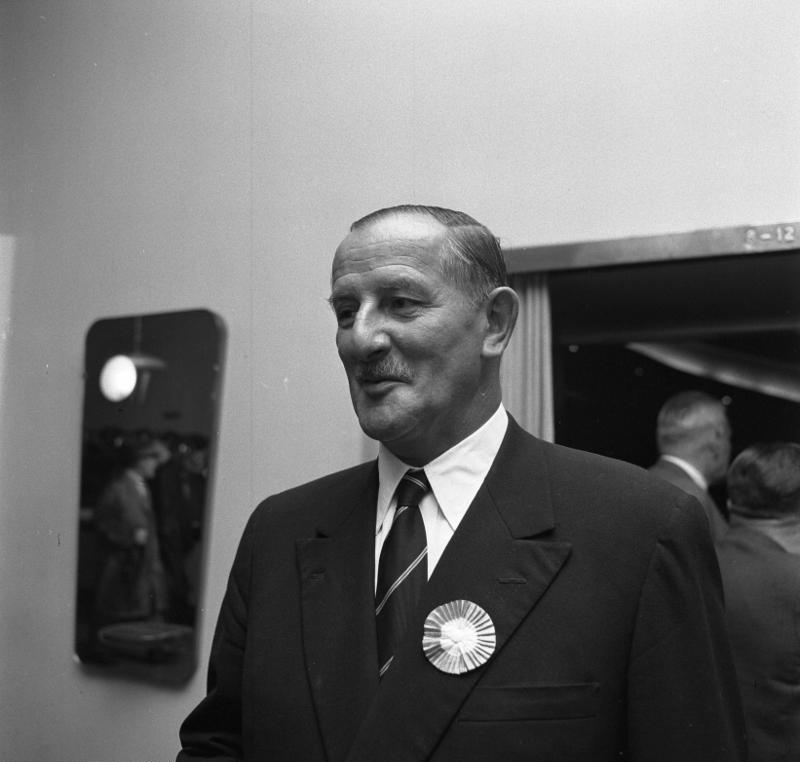
Karl zu Löwenstein-Wertheim-Rosenberg (1962)

Karl Friedrich Fürst zu Löwenstein-Wertheim-Rosenberg (* 8. Februar 1904 in Kleinheubach; † 23. August 1990 in Neutrauchburg) war von 1948 bis 1967 Präsident des Zentralkomitees der deutschen Katholiken. Der als Prinz zu Löwenstein-Wertheim-Rosenberg geborene Gutsbesitzer trat bis zum Tod seines Vaters 1952 als Erbprinz, danach als Fürst zu Löwenstein-Wertheim-Rosenberg in Erscheinung.

## Herkunft
Das Adelsgeschlecht Löwenstein-Wertheim geht zurück auf den Wittelsbacher Friedrich I., den Siegreichen, Kurfürst von der Pfalz (1425–1476) und dessen Sohn Ludwig. Karl stammt aus der Ehe von Aloys Fürst zu Löwenstein-Wertheim-Rosenberg (1871–1952) und Josephine Gräfin Kinsky von Wchinitz und Tettau (1874–1946) und war das dritte von neun Kindern.

## Leben
Karl Prinz zu Löwenstein besuchte das Jesuitenkolleg Stella Matutina in Feldkirch und studierte sodann Philosophie und Rechtswissenschaften in Innsbruck, München und Würzburg. 1928 wurde er an der Julius-Maximilians-Universität Würzburg mit einer Arbeit zum Erbverzicht und Abfindungsvertrag zum Dr. jur. promoviert. Er war Sprecher der katholischen Jugend und 1933 bis 1938 Vorsitzender des Verbandes der Wissenschaftlichen Katholischen Studentenvereine Unitas, bis dieser 1938 von den Nationalsozialisten aufgelöst wurde. Auf dem Katholikentag in Nürnberg 1931 bekannte er seine Bewunderung für einige Aspekte der Politik des faschistischen Regimes in Italien. Seiner Meinung nach ging die „Schamlosigkeit“ in der deutschen Presse, Kunst, Theater und Filmindustrie viel zu weit. Werte der katholischen Kirche waren Löwenstein wichtiger als die parlamentarische Demokratie. Mussolinis Italien erschien Löwenstein 1931 als die bessere Alternative, auch im Hinblick auf eine in einer ständischen Gesellschaft wieder mögliche offizielle Führungsrolle des Adels. Dagegen kritisierte Löwenstein 1931 die extremen Auswüchse der NS-Ideologie, insbesondere deren Rassentheorie. Während der NS-Zeit war Löwenstein dann jedoch Mitglied der SA und forderte 1934 die Studenten der Unitas auf, seinem Beispiel zu folgen. 1937 denunzierte Karl zu Löwenstein seinen liberal eingestellten Vetter Hubertus Prinz zu Löwenstein-Wertheim-Freudenberg, der auf einer Reise durch Amerika die Verfolgung der Katholiken durch die Nationalsozialisten anprangerte. Nach 1945 tat Karl zu Löwenstein dies als einen notwendigen Tribut an die Zeit des Nationalsozialismus ab. 
Karl Prinz zu Löwenstein wurde am 6. September 1948, einen Tag nach Abschluss des Katholikentags in Mainz, zum Präsidenten des Zentralkomitees der deutschen Katholiken gewählt. Dieses Amt hatten auch sein Vater Aloys und sein gleichnamiger Großvater Karl zu Löwenstein inne. Letzterer war 1868 Gründer des ZdK gewesen. Somit konnte Karl zu Löwenstein an eine lange Tradition anknüpfen. Dies kam sowohl den Vorstellungen der kirchlichen Würdenträger als auch den alliierten Besatzungsmächten entgegen. Trotz der politischen Äußerungen Karl zu Löwensteins in den dreißiger Jahren konnte er somit vom Prestige seines Namens profitieren. Als Präsident des Zentralkomitees zeigte er ein bedingungsloses Engagement für die Kirche und den Papst und erwarb sich während der Ära Adenauer Respekt in weiten Kreisen der westdeutschen Nachkriegsgesellschaft. Noch vor dem Zweiten Vatikanischen Konzil förderte Löwenstein den interkonfessionellen Dialog. Zusammen mit dem Präsidenten des evangelischen Kirchentags, Reinhold von Thadden-Trieglaff, organisierte er ökumenische Begegnungen von Katholiken und Protestanten. Wie sein Vater unterstützte Löwenstein die deutschen Missionare und förderte die internationale Zusammenarbeit der Christen weltweit.
Als Löwensteins Verhalten während der Zeit des Nationalsozialismus 1967 nach seiner Ernennung zum Mitglied des Weltlaienrats in die öffentliche Diskussion kam, trat er noch im selben Jahr als Präsident des Zentralkomitees zurück. Es war der Journalist Leo Waltermann, der in einer Sendung des WDR die NS-Vergangenheit Löwensteins in Erinnerung gerufen hatte und schwere Anschuldigungen erhob. Waltermann war an Quellenmaterial gelangt, das ihm von Katholiken im Ausland übermittelt wurde, die ein Mitglied des Weltlaienrats mit NS-Vergangenheit nicht hinnehmen wollten. Somit endete die über drei Generationen währende Tradition der Familie Löwenstein an der Spitze der deutschen Katholikentage. Karls Sohn Alois Konstantin knüpft an diese Familientradition an, indem er als Kuratoriumsmitglied des Forums Deutscher Katholiken seit 2001 durch die Programme der von dieser Organisation in Konkurrenz zum Zentralkomitee veranstalteten jährlichen Kongresse Freude am Glauben führt, die als konservative Alternativveranstaltung zum Katholikentag angelegt sind.

## Familie
Karl Prinz zu Löwenstein-Wertheim-Rosenberg heiratete 1935 in Rom Carolina dei Conti Rignon (1904–1975). Aus der Ehe gingen sieben Kinder hervor:
- Maria Prinzessin zu Löwenstein-Wertheim-Rosenberg (* 1935)
- Josephine Aloisia Prinzessin zu Löwenstein-Wertheim-Rosenberg (* 1937), ⚭ Prinz Alexander von und zu Liechtenstein (1929–2012). (Ein Sohn aus dieser Ehe ist Prinz Stefan von und zu Liechtenstein, Botschafter des Fürstentums Liechtenstein in der Bundesrepublik Deutschland.)
- Monika Maria Prinzessin zu Löwenstein-Wertheim-Rosenberg (* 1938)
- Christina Prinzessin zu Löwenstein-Wertheim-Rosenberg (* 1940), ⚭ Michael Habsburg-Lothringen (* 1942). (Ein Sohn aus dieser Ehe ist Eduard Habsburg-Lothringen, ein deutsch-ungarischer katholischer Autor und Medienschaffender.)
- Alois Konstantin Prinz zu Löwenstein-Wertheim-Rosenberg (* 1941)
- Elizabeth-Alexandra Prinzessin zu Löwenstein-Wertheim-Rosenberg (* 1944)
- Lioba Ernestine Prinzessin zu Löwenstein-Wertheim-Rosenberg (* 1946)

## Auszeichnungen und Ehrungen
- Ritter vom Heiligen Georg
- Ritter des Ordens vom Goldenen Vlies
- Ritter des Malteserordens
- Großes Malteserkreuz
- Eisernes Kreuz (EK I)
- 1955: Großes Bundesverdienstkreuz mit Stern und Schulterband des Verdienstordens der Bundesrepublik Deutschland
- 1955: Bayerischer Verdienstorden
- 1955: Großkreuz des Gregoriusordens, dem Päpstlichen Ritterorden des heiligen Gregor des Großen

## Weitere Literatur
- Nicolai Hannig: Die Affäre Waltermann. Formen der Skandalisierung im Kirchenfunk, in: Rundfunk und Geschichte (RuG), 34 (2008), Hrsg. Studienkreis Rundfunk und Geschichte (StRuG), Selbstverlag, Frankfurt am Main 2008, S. 5–17. ISSN 0175-4351